# A bombák földjén
A bombák földjén (eredeti cím: The Hurt Locker) 2008-ban bemutatott amerikai háborús film.
A történet három amerikai bombaspecialista mindennapjait mutatja be az iraki háború alatt. A rendező Kathryn Bigelow, a forgatókönyvíró pedig Mark Boal, aki 2004-ben újságíróként megjárta Irakot, az USA bombaosztaga mellett. A főszereplők Jeremy Renner, Anthony Mackie és Brian Geraghty.
A forgatókönyvet Boal az iraki háborúban szerzett tapasztalatai alapján készítette. Bigelow és ő már dolgozott korábban együtt, és Boal e-mailen keresztül folyamatosan tartotta a kapcsolatot a rendezővel. Eredetileg Irakban szerették volna elkészíteni a filmet, de a stáb biztonsága érdekében végül Jordánia lett a fő forgatási helyszín. A helyi filminfrastruktúra fejletlensége a munkálatok során több bonyodalmat is okozott a készítőknek, többek között a vágás és a felszerelések szállítása során.
A filmet a 2008-as Velencei Nemzetközi Filmfesztiválon mutatták be. A Torontói Nemzetközi Filmfesztivál vetítése után a Summit Entertainment kezdte forgalmazni az Egyesült Államokban. A hivatalos bemutató 2009. június 26-án volt, de szélesebb körben csak 2009. július 24-én kezdték vetíteni az amerikai mozik. Magyarországon első vetítésére 2010. február 18-án került sor.
A kritikusok zöme elismerően szólt az alkotásról, a Rotten Tomatoes honlapján a 2008-as év egyik legtöbb pozitív értékelését begyűjtő filmje lett. Mindezek ellenére sokan a háború dicsőítését és az USA haderejének méltatását látták benne. A bombák földjént a veteránok is erősen bírálták, amiért nem valósághűen mutatja be a háborús körülményeket, illetve azért, mert véleményük szerint rengeteg pontatlanságot tartalmaz. Egy amerikai bombaspecialista, Jeffrey S. Sarver főtörzsőrmester, keresetet nyújtott be a készítők ellen, mivel szerinte a főszereplő megformálásakor az ő személyét vették alapul. A majdnem két évig tartó pereskedést Sarver végül elveszítette.
Mivel a filmet hivatalosan csak 2009-ben mutatták be, a 82., tehát a 2010-ben tartott Oscar-díjátadón jutalmazták. Összesen kilenc kategóriában jelölték, amiből hatot nyert meg. Bigelow vihette haza a legjobb rendezőnek járó díjat, így a kategória első női győztese lett. Az alkotás a legjobb film és a legjobb eredeti forgatókönyv kategóriákban szintén győzedelmeskedett. A bombák földjén ezen felül számos hazai és külföldi díjat nyert különböző gálákon, filmes rendezvényeken és fesztiválokon, többek között hat BAFTA-díjat.

## Cselekménye
A film egy idézettel kezdődik:
The rush of battle is often a potent and lethal addiction, for war is a drug.
Jelentése: a háború drog, és az akciók feszültsége halálos függőséghez vezet. Az idézet Chris Hedges haditudósító 2002-ben megjelent A háború értelmet ad nekünk című könyvéből származik. Az idézet végül elhalványul, és csak az utolsó négy szó marad belőle látható: for war is a drug (kb. „mivel a háború kábítószer”).
William James bombaspecialista főtörzsőrmester (Jeremy Renner) 2004-ben, az iraki háború alatt, az amerikai hadsereg bombaszakértőinek Bravo századához kerül, miután elődjét, Thompson főtörzsőrmestert (Guy Pearce) Bagdadban megölte egy távvezérlésű, rögtönzött robbanó szerkezet. Az irányítása alá J. T. Sanborn őrmester (Anthony Mackie) és Owen Eldridge specialista (Brian Geraghty) kerülnek, akik a helyszínt biztosítják, amíg James hatástalanítja a bombákat. Kettejük egyetlen célja, hogy a szolgálatból hátra maradt pár napot élve megússzák.
James sajátos módszerei és viselkedése miatt Sanborn és Eldridge hamar arra a következtetésre jut, hogy új felettesük vakmerő feszültséghajhász, aki a katonai protokollt sem fél áthágni. Amikor azt a feladatot kapják, hogy néhány robbanószerkezetet semmisítsenek meg a sivatagban, James visszamegy a robbanásra kijelölt helyszínre, hogy visszahozza ottfelejtett kesztyűjét. Sanborn ekkor hangosan kijelenti a megdöbbent Eldridge-nek, hogy balesetnek álcázva most megölhetnék Jamest, aki szerintük mindhármuk életét kockáztatja meggondolatlanságával. Végül azonban semmit nem tesznek.
Visszafelé a bázisra egy Ford Excursiont találnak az út szélén, amint öt arabnak öltözött férfi a kerekét cseréli. A kezdetben ellenségnek hitt csoportról azonban hamar kiderül, hogy brit zsoldosok, és két körözött fogoly van náluk. Hirtelen támadás éri őket, ezért gyorsan menedéket keresnek. A zűrzavart kihasználva a két fogoly szökni próbál, de ekkor a zsoldosok vezetője (Ralph Fiennes) lelövi őket, mivel holtan is megkapja értük a pénzt. A tűzharcban három zsoldos meghal, köztük a vezető is; Sanborn és James végül lelő három támadót, a negyediket Eldridge öli meg.
Egyik este együtt lazítanak James szálláshelyén, akiről kiderül, hogy van egy kisfia. Amikor a barátnője teherbe esett, elvette feleségül, és azóta ugyan hivatalosan elváltak, de még mindig együtt élnek. Sanborn talál az ágy alatt egy dobozt, amiben James a korábban hatástalanított bombák alkatrészeit gyűjti. Ahogy ő fogalmaz, a dobozban van minden, ami eddig majdnem megölte. Sanborn és Eldridge megdöbbennek a furcsa gyűjteményen.
Egy raktári rajtaütés során James egy holttestet talál, amiben bombát helyeztek el. A halott nagyon emlékezteti őt „Beckham”-re, egy iraki fiúra, aki a bázisuk mellett árul DVD-ket, és akivel korábban összebarátkozott. Kiszedi a fiú testéből a fel nem robbant bombát, és kihozza a holttestet az épületből. A rajtaütés során életét veszti Cambridge alezredes, aki Eldridge kérésére ment velük. A specialista éppen ezért saját magát hibáztatja a főtiszt haláláért.
Aznap éjszaka James kiszökik a bázisról, hogy megkeresse és bosszút álljon Beckham gyilkosain, de semmi nyomot nem talál; csalódottan tér vissza. Szintén aznap éjjel felrobbantanak egy gáztartályt a városban, így őt és csapatát is a helyszínre hívják. A főtörzsőrmester úgy véli, hogy a tettesek még a közelben lehetnek, ezért úgy dönt, hogy erősítés nélkül hárman induljanak felkutatásukra. Sanborn és Eldridge ugyan ellenzik az ötletet, de szó nélkül követik őt. Szétválnak, és Eldridge-et elkapják. Jamesnek és Sanbornnak sikerül megmenteniük, de közben véletlenül lábon lövik társukat is.
A következő reggel Beckham a bázis mellett focizik. Amikor meglátja Jamest, megpróbál szóba elegyedni vele, de ő szóra se méltatja. Egy helikopterhez megy, amin épp a sebesült Eldridge-et készülnek elszállítani, aki nekiesik Jamesnek, mert őt hibáztatja a sérüléséért.
Jamest és Sanbornt még aznap újabb küldetésre hívják, egy iraki polgárra valaki időzített bombát erősített. James megpróbálja leszedni róla a mellényt, de az túl sok lakattal van a férfi testére erősítve, így fel kell hagynia a próbálkozással. Az utolsó pillanatban Sanbornnak és neki is sikerül elmenekülnie, de az irakit már nem tudják megmenteni. Sanborn a hazaúton elérzékenyül és bevallja Jamesnek, hogy nem tudja többé legyűrni a stresszt, amit a bevetések okoznak, haza akar menni és szeretne egy fiút a barátnőjétől.
Amikor a Bravo század szolgálati ideje lejár, James hazatér volt feleségéhez és csecsemő fiához. A civil élet unalma elkedvetleníti. Egyik éjjel bevallja fiának, hogy csupán egyetlen dologról tudja biztosan, hogy szereti.
A film utolsó jelenetében James látható, ahogy egy újabb, 365 napos szolgálatot kezd meg a bombaosztag Delta századával.

## Szereposztás
| Színész            | Szerep                         | Magyar hang     |
| ------------------ | ------------------------------ | --------------- |
| Jeremy Renner      | William James főtörzsőrmester  | Nagy Ervin      |
| Anthony Mackie     | J. T. Sanborn őrmester         | Papp Dániel     |
| Brian Geraghty     | Owen Eldrich specialista       | Markovics Tamás |
| Guy Pearce         | Matthew Thompson törzsőrmester | Schmied Zoltán  |
| Christian Camargo  | John Cambridge ezredes         | Dányi Krisztián |
| David Morse        | Reed ezredes                   | Juhász György   |
| Ralph Fiennes      | zsoldosok vezetője             | Forgács Péter   |
| Evangeline Lilly   | Connie James                   | Németh Kriszta  |
| Christopher Sayegh | „Beckham”                      | Morvay Bence    |

## A film készítése

### Forgatókönyv
A bombák földjén forgatókönyve Mark Boal szabadúszó újságíró beszámolói alapján készült, aki 2004-ben az iraki háborúban két hétre egy amerikai bombaszakértő osztaghoz tudósítóként csatlakozott. Bigelow már ezelőtt is ismerte Boal munkáit, az író egyik Playboynak írt cikkéből The Inside címmel rövid életű sorozatot készített. Amikor Boal Irakban volt, naponta 10–15 alkalommal is az egységgel tartott, hogy figyelhesse munkájukat, és Bigelow-nak e-mailen keresztül számolt be élményeiről. Boal a valós eseményeket fikcióval itatta át. A film céljáról azt nyilatkozta, hogy „Az az ötlet lényege, hogy ez legyen az első olyan iraki háborúról szóló film, aminek célja a katonák élményeinek bemutatása. Azt akartuk a nézők elé tárni, hogy a katonáknak miken kell keresztülmenniük, amit a CNN-en nem láthatunk, és ezt nem a cenzúrára értem. Úgy értem, hogy a hírek nem teszik a fotósaikat egy ilyen elit szakasz mellé tudósítónak”. Bigelow-t az foglalkoztatta igazán, hogy „mi mozgatja ezeket a katonákat, hogy önként vállalják a halálos veszélyt. Miféle emberek ezek?”
Amíg 2005-ben Boallal közösen az akkor még The Something Jacket munkanéven futó alkotás forgatókönyvén dolgoztak, Bigelow elkezdett előzetes, nyers vázlatokon, storyboardokon dolgozni, hogy meg tudja fogni azt a jellegzetes földrajzi atmoszférát, ahol forgatni tudna. A bomba hatástalanításának protokollja megköveteli a terület teljes lezárását. A lehető leghitelesebben szerette volna elkészíteni a filmet és „beültetni a nézőt a Humvee-ba, mintha ő is egy katona lenne a bevetésen”.

### Szereplőválogatás

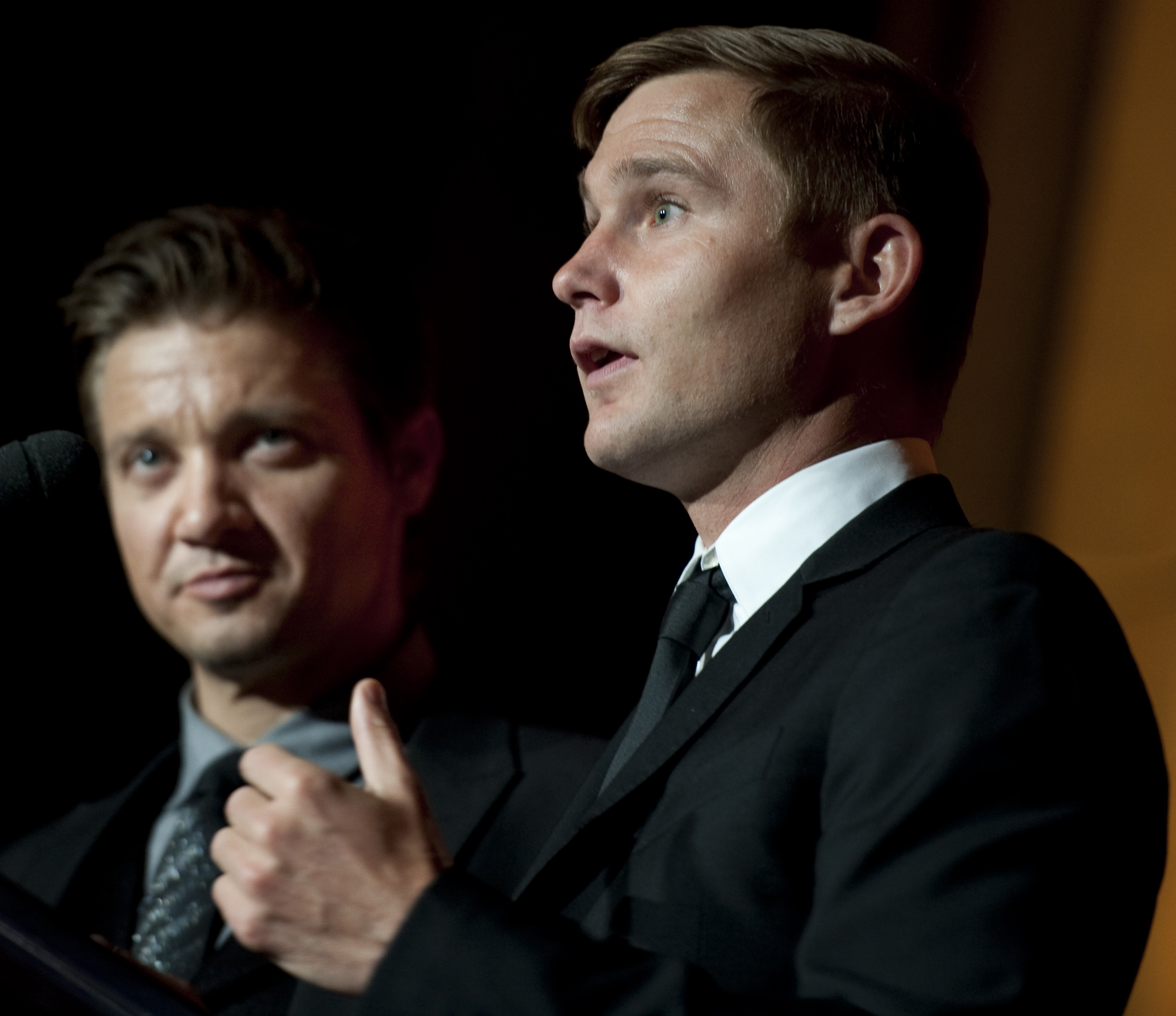
Jeremy Renner és Brian Geraghty 2010-ben

Bigelow fontosnak tartotta, hogy a főszerepeket viszonylag ismeretlen színészek kapják, mivel szerinte „ez nagyobb feszültséget kelt, mert az ismeretlenséghez a kiszámíthatatlanság érzése is társul”. William James bombaspecialista őrmester összetett személyiség, akinek jellemét Boal az Irakban megismert bombaszakértők tulajdonságai alapján írta meg. Bigelow a Kannibál című, Jeffrey Dahmer sorozatgyilkos életét feldolgozó filmben nyújtott teljesítménye miatt választotta Rennert a főszereplő James megformálására. A forgatásra való felkészülés kapcsán a színész egy hetet töltött a mojave sivatagi Fort Irwin katonai bázison. Itt megtanították neki a Composition 4 robbanóanyag használatát, hogyan hatástalanítson biztonságos rögtönzött robbanószerkezeteket (angolul improvised explosive device, IED), és a filmben viselt ruházat megfelelő használatát. Szerepe kedvéért Renner mellett Brian Geraghty is elutazott Fort Irwinre. Geraghty először 2007 júniusában került kapcsolatba a projekttel, amikor Bigelow előtt Rennerrel közösen felolvastak néhány jelenetet. Ekkor még egy másik színészt szerettek volna felkérni az alkotók, ám egy hónappal később felajánlották neki Eldridge karakterének megformálását. Elmondása szerint Eldridge jeleníti meg a filmben az „átlagos fickót, aki nyilvánvalóan egy önkéntes […] Számomra ő képviseli az olyan embereket, mint te vagy én.”
Anthony Mackie, J. T. Sanborn őrmester megformálója, így jellemezte a forró nyári forgatás hangulatát: „Hihetetlen volt a hőség, mi pedig nagyon könnyen felidegesítettük magunkat. De a film készítése olyan volt, mintha egy színdarabon dolgoznánk. Mindenki figyelt a másikra és egy nagyszerű élmény volt. Ezért kezdtem hinni a filmben.” A szerepre készülve rengeteget beszélgetett amerikai katonákkal és szakértőkkel az interneten keresztül.
Jordániában, a forgatás helyszínén élő több százezer iraki menekült felkeltette Bigelow érdeklődését. Azoknak, akiknek volt színészi tapasztalata, kisebb szerepeket adott a filmben, többek között Suhail Aldabbach-nak is, aki egy kényszerített öngyilkos merénylőt alakít a film vége felé.

### Forgatás
A filmet Jordániában és Kuvaitban forgatták, nem messze az iraki határtól. Ezzel a rendező célja az volt, hogy nagyobb hitelességet adjon a filmnek, valamint ennek köszönhető a számos iraki statiszta és a Közel-Kelet hamisíthatatlan forró időjárása is, „vizuálisan és fizikailag ez áll a legközelebb Irakhoz”. A készítők kezdetben Marokkóban tervezték elkészíteni a filmet, már lehetséges helyszíneket is bejártak, de a rendező úgy érezte, hogy ezek nem hasonlítottak Bagdadra, ráadásul a lehető legközelebb akart lenni a háborús övezethez. Néhány jelenetet kevesebb mint három mérföldnyire vettek föl az iraki határtól. Eredetileg Bigelow Irakban szerette volna elkészíteni a filmet, de a biztonságért felelős csoport ezt nem támogatta az orvlövészek miatt. Greg Shapiro producer a következőket nyilatkozta a jordániai biztonsági aggályokról: „Érdekes volt elmondani az embereknek, hogy Jordániában készítünk filmet, mert mindenki először a biztonsági helyzetről érdeklődött.” A bombák földjén készítése során azonban semmi atrocitás nem történt, leszámítva egy palesztin menekülttáborban felvett jelenetet, mely során néhány fiatal okozott gondot a készítőknek. Renner a következőképp írta le a történteket: „Kétemeletes épületek tetejéről szöges vackokat szórtak a sisakomra, és köveket dobáltak. Csak néhány gyerek volt, akik a közelben szórakoztak, de mégis. Megdobáltak minket néhányszor, amíg forgattunk. […] Amikor nézed, olyan érzésed lesz, mintha háborúban lennél.”
A Jordániában való forgatást a stáb néhány tagja nehezen fogadta el elsőre. Néhányan vissza is léptek a projekttől a hír hallatán, és Bigelow-nak így új embereket kellett keresnie. A kezdeti győzködésekre a rendező szerint azért volt szükség, mert az amerikai kultúrát áthatják a területről alkotott előítéletek: „Sajnálatos módon az amerikai és Los Angeles-i emberekre jellemző ez a felfogás. De ha egyszer kiszállsz a repülőgépből, rájössz, hogy a hely olyan, mint Manhattan fák nélkül.” Mivel világszerte mindenhol Irakról beszélnek, a rendező úgy gondolja, hogy a filmkészítőket továbbra is érdekelni fogja az ottani viszály, és ez Jordániát egy fő forgatási helyszínné emelheti. A film elkészítését a jordán filmbizottság is támogatta és segítette, cserébe Bigelow meghívta a helyi filmfőiskola hallgatóit, hogy tapasztalatot szerezhessenek.
A forgatás 2007 júliusában kezdődött, 44 napig tartott, az átlaghőmérséklet pedig 120 °F (kb. 49 Celsius-fok) volt. Gyakran négy, vagy annál is több forgatócsoport dolgozott egyszerre, ami közel kétszáz órányi nyersanyagot eredményezett.
Tony Mark producer szerint a képernyőn látható vér, izzadság és hőség a kulisszák mögött is érezhető volt. „Ez egy kemény, nagyon kemény film egy kemény, nagyon kemény témáról. A forgatás egész ideje alatt tapintani lehetett a feszültséget. Pont olyan volt, mint a vásznon, három ember aki küzd egymással, de amikor eljön a munka ideje, összefognak, hogy elvégezzék azt.” A forróságon túl a speciális ruha tömege, amit Renner a hatástalanítások idején egész nap viselt, kb. 74 font (33,5 kg) volt. Egy jelenetben, ahol egy iraki fiút cipel, a színész elesett a lépcsőn és kificamította a bokáját. Emiatt nem tudott járni, és a forgatással le kellett állni egy időre. Ennél a pontnál „az emberek abba akarták hagyni. Minden részleg csak azért küzdött, hogy elvégezhesse a rá eső munkát, és senki nem beszélt a másikkal.” A baleset után egy héttel később már folytatódott a munka.
Mivel az országba korlátozva lehet katonai kellékeket bevinni, a speciális effektekért felelős Richard Stutsman tűzijátékot használt puskaporként. Egy nap, amikor éppen egy kelléket rakott össze, a hőség és a súrlódás miatt a petárdák fölrobbantak, közvetlenül az arca előtt. Két nappal az eset után már ismét dolgozott. David Fencl fegyvermester egy 12 órás munkanap után egész éjjel fennmaradt, hogy megfelelő lőszert készítsen egy orvlövész géppisztolya számára, amikor a jordán vámon nem engedték át időben a felszerelést. A forgatás csupán kevés elemét tartalmazta a megszokott, hollywoodi körülményeknek: senkinek nem volt légkondicionált lakókocsija vagy saját fürdőszobája. Renner úgy nyilatkozott, hogy nagyon ügyeltek arra, hogy a film hiteles legyen, amihez szerinte az is hozzájárult, hogy a Közel-Keleten készítették.
„Nem lehet tettetni azt a forróságot” teszi hozzá Mackie. „Amikor a forgatáson vagy és ott van az a sok iraki menekült statisztaként, az elég sokat elmond a filmről, amit épp készítesz. Amikor meghallod a történeteket azoktól az emberektől, akik tényleg ott voltak, az nagyon tiszta nézőpontot ad, hogy művészként hol tartasz és hogy milyen történetet szeretnél előadni. Nagyszerű élmény volt ott lenni.”

### Operatőri munka
Bigelow a filmmel olyan hatást szeretett volna elérni, ami a közönségnek nyers, közvetlen és zsigeri élményt nyújt. A rendezőt lenyűgözte Barry Ackroyd A United 93-as és a Felkavar a szél című filmeken végzett munkája, és felkérte A bombák földjén operatőri munkáinak elvégzésére. Noha a film stúdiótól függetlenül, kis költségvetéssel készült, Bigelow négy Super 16 mm-es kamerával forgatott, hogy több nézőpontból örökíthessen meg egy-egy jelenetet. A kamerák mindegyike 90 fokot zárt be, így néggyel le tudta fedni az egész helyszínt 360 fokban. A színészeket minden oldalról vették, ami folyamatos koncentrációt igényelt tőlük. A több kamera használata lehetőséget adott a rendezőnek, hogy a díszlet bármely részét megmutathassa a nézőnek, bármely irányból. Ez esetben Bigelow szerint arra kellett ügyelni, hogy a több nézőpont miatt ne essen külön részekre a jelenet és megmaradjon a linearitás.
Ackroyd számára az volt az elsődleges cél, hogy az operatőri munka segítségével a néző ténylegesen a helyszínen érezhesse magát. A nyitó jelenetben, amikor felrobban a bomba, fontosnak tartotta a lassítást, mivel a rombolás hatását akarta megmutatni. „A kamera tényleg ott van, mivel nem becsapni szeretnénk a közönséget, hanem meggyőzni. Ezzel segítünk nekik hinni.”

### Vágás
A bombák földjén vágásáért Chris Innis és Bob Murawski feleltek. A két vágónak összesen majdnem 200 órás, kézi kamerával felvett anyagból kellett elkészítenie a filmet. A munkájukat az is nehezítette, hogy Boal forgatókönyvének szerkezete a hagyományostól eltérő, aszimmetrikus és epizódszerű volt. Nem volt hétköznapi értelembe vett „főgonosz”, hanem a feszültséget a szereplők egymás közti viszálya, valamint a bombák fölrobbanásából és orvlövészek hirtelen felbukkanásából adódó bizonytalanság adta. Innis szerint „ez a mozi olyasmi, mint egy horrorfilm, amiben nem látod a gyilkost. Tudod, hogy bármelyik pillanatban fölrobbanhat egy bomba, de nem tudod, hogy pontosan mikor fog megtörténni, szóval Hitchcock ötletei – arról, hogyan kelts feszültséget a nézőidben – nagyban hatott ránk, amikor a vágást végeztük.” A nyersanyagot úgy jellemezte, mint „egymástól független, émelygést okozó képsorok összevisszasága, amik folyamatosan keresztezték a 180 fokos vonalat”.
Innis az első nyolc héten Jordániában dolgozott, majd ezután tért vissza Los Angelesbe, ahol Murawski csatlakozott hozzá. A vágás folyamata több mint nyolc hónapot vett igénybe. A cél az volt, hogy a háborút a végletekig valósághűen mutassák be, a lehető legkevesebb speciális effektus vagy technikai fokozás felhasználásával. Innis állítása szerint „nagyon szerettük volna, ha a filmnek megmarad a híradós dokumentumfilm-jellege… A túl sok megrendezett effektus zavaró lett volna. A vágás során a legfontosabb a mértékletesség volt”.
A helyszínen történő vágás további bonyodalmakhoz vezetett az utómunkálatok során. A készítők nem akarták, hogy a film nyersanyagát olyan repülőtereken kelljen átjuttatni, ahol kinyithatják, megröntgenezhetik vagy megrongálhatják. Éppen ezért a tekercseket kézipoggyászban a produkciós asszisztens Ammanból Londonba vitte. Ott egy laboratóriumban a super 16 mm-es filmet átmásolták DVcam formátumra, és ezeket a vágás elvégzése céljából ugyanígy visszajuttatták a Közel-Keletre. Az út hossza három nap és egy hét között váltakozott, és Innis úgy jellemezte a módszert, mint „szamárkordén történő szállítás a modern korban”. A kis költségvetés és a fejlett filminfrastruktúra hiánya a területen megnehezítette Innisék munkáját, és ezért volt szükség a kópiák utaztatására: „Szemcsés super 16 mm-es filmmel dolgoztunk, a normál vágástechnikával. Próbáltuk FTP letöltésekkel, de a jordániai körülmények ezt nem engedték.” Tony Mark producernek később sikerült elintéznie, hogy egy helyi rádióállomást használhassanak éjjelente, hogy az interneten keresztül rossz minőségű QuickTime-videókat tudjanak fogadni.
Innis a vágási folyamatokkal kapcsolatban a hangok fontosságát is kihangsúlyozta. „A vágások ritmusa gyakran szónikus elemeken alapszik – a katonák lélegzése, a robbanások hangjai, vagy éppen a robbanás előtti teljes csönd.” A két vágó a Ray Beckett hangkeverő által felvett hanggal dolgozott. Innis szerint Beckett nagyszerű, helyszínen végzett munkájának köszönhető az is, hogy az utómunkálatok folyamán nem kellett sokat foglalkozniuk a hangvágással.

### Filmzene
A film zenéjét Marco Beltrami és Buck Sanders szerezte. A munka 2008 februárjában kezdődött és áprilisra fejezték be. Először a készítők nem akartak külön filmzenét készíteni, azt gondolták, hogy a Paul Ottoson hangeffektvágó által megalkotott hangzás fog uralkodni a filmben, hangszerelés nélkül. Később a vágók ideiglenesen elkezdték használni a Börtönvonat Yumába zenéjét. Ez olyan jól működött a filmhez, hogy végül meggyőzte az alkotókat a zene szükségességéről. Felkérték a Börtönvonat Yumában zeneszerzőjét, Beltramit, hogy készítse el A bombák földjén zenéjét is.
Amikor Sanders és ő először megnézték a filmet, úgy gondolták hogy nincs szükség túl sok és erőteljes zenére, mivel a képi világ jól működik önmagában. Beltrami elmondása szerint westernjelleget adtak a zenének, amivel a főhős lázadó cowboy jellemét akarták kiemelni. Hatott rájuk Ennio Morricone is, aki Sergio Leone több filmjéhez írt zenét. A zeneszerzők a film hangeffektjeit is felhasználták, valamint gyakran hallható hangszer a gitár mellett az erhu is, egy kínai kéthúros vonós hangszer. A western mellé ez adja a keleties hangzást, ami a film helyszíne miatt volt fontos.
Bigelow azt szerette volna a két zeneszerzőtől, ha elmosódik a határ a filmzene és a hangeffekt között. Beltrami és Sanders ezért szoros együttműködésben dolgozott Ottossonnal. A filmzenét és a hangot is Oscar-díjra jelölték, és egyes kritikusok szerint az alkotás azért csak az utóbbi kategóriában nyert, mert fölösleges kétszer díjazni azt, ami a filmben együtt, egyesített erővel éri el célját. A filmzene önmagában nem elég erős, pusztán azért van, hogy a film hangjait jobban kiemelje.
A legtöbb kritika szerint a film részeként jól működő zene önmagában nem jó hallgatnivaló.
A filmzene CD-n 2010. január 19-én jelent meg az Egyesült Államokban a Lakeshore Records támogatásában.
| Zeneszámok listája | Zeneszámok listája   | Zeneszámok listája | Zeneszámok listája | Zeneszámok listája | Zeneszámok listája | Zeneszámok listája | Zeneszámok listája | Zeneszámok listája | Zeneszámok listája |
| #                  | Cím                  | Hossz              |                    |                    |                    |                    |                    |                    |                    |
| ------------------ | -------------------- | ------------------ | ------------------ | ------------------ | ------------------ | ------------------ | ------------------ | ------------------ | ------------------ |
| 1.                 | The Hurt Locker      | 1:52               |                    |                    |                    |                    |                    |                    |                    |
| 2.                 | Goodnight Bastard    | 4:09               |                    |                    |                    |                    |                    |                    |                    |
| 3.                 | The Long Walk        | 1:43               |                    |                    |                    |                    |                    |                    |                    |
| 4.                 | Hostile              | 3:25               |                    |                    |                    |                    |                    |                    |                    |
| 5.                 | B Company            | 2:29               |                    |                    |                    |                    |                    |                    |                    |
| 6.                 | Man in the Bomb Suit | 2:03               |                    |                    |                    |                    |                    |                    |                    |
| 7.                 | There Will Be Bombs  | 2:27               |                    |                    |                    |                    |                    |                    |                    |
| 8.                 | Body Bomb            | 2:34               |                    |                    |                    |                    |                    |                    |                    |
| 9.                 | Bleeding Deacon      | 1:16               |                    |                    |                    |                    |                    |                    |                    |
| 10.                | Oil Tanker Aftermath | 3:32               |                    |                    |                    |                    |                    |                    |                    |
| 11.                | A Guest in My House  | 3:08               |                    |                    |                    |                    |                    |                    |                    |
| 12.                | The Way I Am         | 2:29               |                    |                    |                    |                    |                    |                    |                    |
| 31:07              |                      |                    |                    |                    |                    |                    |                    |                    |                    |

## Bemutató

### Vetítések fesztiválokon

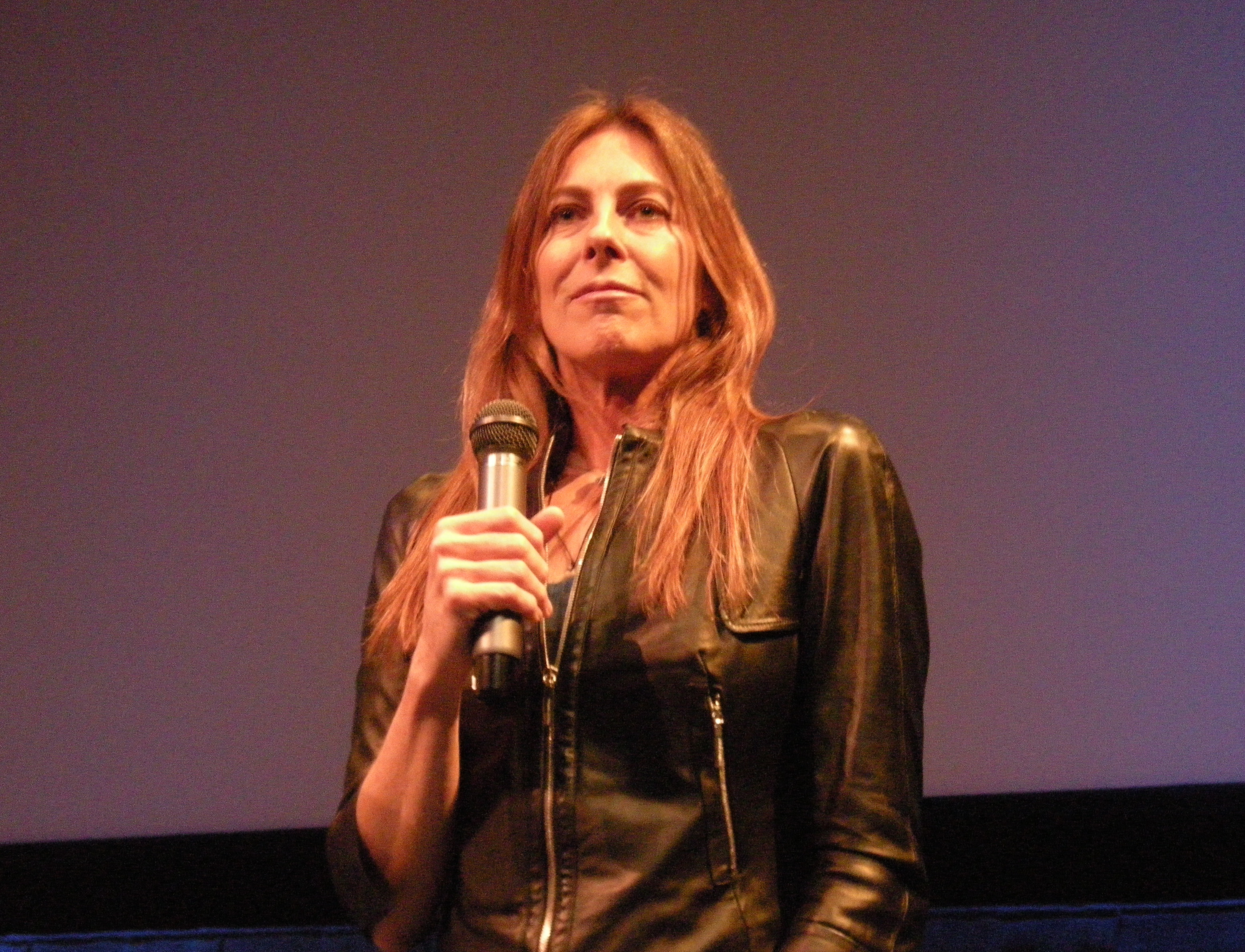
Kathryn Bigelow rendező a 2009-es Seattle-i Nemzetközi Filmfesztiválon a film bemutatása után

A bombák földjén világpremierje 2008. szeptember 4-én volt a Velencei Nemzetközi Filmfesztiválon. Mikor a vetítés véget ért, a közönség tíz percig állva tapsolta a filmet. A fesztiválon összesen négy díjat nyert el, a SIGNIS Awardot, az Arca Cinemagiovani Awardot a „65. Velencei Filmfesztivál legjobb filmje” kategóriában, a Human Rights Film Network Awardot és a „Navicella” – Venezia Cinema Awardot. Az alkotást szeptember 8-án a 33. Torontói Nemzetközi Filmfesztiválon is levetítették, ahol élénk érdeklődést váltott ki. A forgalmazók ennek ellenére sem tolakodtak a megvételéért, mivel a korábban bemutatott, iraki háborút feldolgozó filmek legtöbbször rosszul szerepeltek a kasszáknál. Végül a Summit Entertainment vette meg és kezdte forgalmazni az Egyesült Államokban.
Szintén 2008-ban a film a 3. Zürichi Filmfesztivál, a 37. Festival du Nouveau Cinéma, a 21. Mar del Plata Film Festival, az 5. Dubai Nemzetközi Filmfesztivál és a 12. Tallinn Black Nights Film Festival programjára is felkerült. 2009-ben levetítették a Göteborgi Nemzetközi Filmfesztiválon, a 10. Film Comment Selects Festivalon, a South By Southwest Film Festivalon, a Human Rights Nights International Film Festivalon, a Seattle-i Nemzetközi Filmfesztiválon és a Philadelphiai Filmfesztiválon. Szintén ebben az évben a Marylandi Filmfesztiválon is részt vett az alkotás, a fesztivál zárófilmjeként. A vetítésen Boal és Bigelow is megjelentek. A 3. AFI Dallas Nemzetközi Filmfesztiválon az egyik kiemelt alkotás volt, Bigelow-t pedig rendezéséért a Dallas Star Awarddal jutalmazták.

### Mozibemutató és bevételi adatok
A bombák földjént először 2008. október 10-én kezdték vetíteni, méghozzá Olaszországban, a Warner Bros. forgalmazásában. Az Egyesült Államokban a Summit Entertainment 1,5 millió dollárért vette meg a jogokat a Torontói Nemzetközi Filmfesztiválon. Az USA-ban 2009. június 26-án került sor egy korlátozott bemutatóra, csupán négy moziban kezdték vetíteni Los Angelesben és New Yorkban. Az első hétvégén 145 352 dollár bevételt termelt, ami mozinként átlagosan 36 338 dollárt jelentett. A következő, július 3-tól kezdődő hétvégén a film kilenc moziban összesen 131 202 dollárt hozott, ami mozinként átlagosan 14 578 dollár. Bemutatása után két hétig a legmagasabb ilyen aránnyal büszkélkedhetett, és később fokozatosan belépett az első húsz helyezett közé a heti bevételeket tekintve. Ezen listán a legjobb eredménye a 14. hely lett, amit három hétig sikerült megtartania. 2009. július 24-én több mint 200 mozi mutatta be a filmet, július 31-ére pedig ez a szám 500 fölé emelkedett. Az alkotás összesen 49 230 772 dollár bevételt termelt, ebből 17 017 811 dollárt az USA-ban. Ezzel a 2009-ben bemutatott filmek közül a 116. legtöbb bevételt hozta hazájában.
A Los Angeles Times szerint A bombák földjén jobban szerepelt bármely, addig bemutatott és a közel-keleti konfliktust feldolgozó filmnél. Felülmúlta a 2007-ben elkészült Elah völgyébent, a 2008-as A sereg nem engedet, valamint a 2007-es, afganisztáni háborúról szóló Gyávák és hősöket.
Ez a mozifilm, valamint Az angol beteg, az Amadeus és a The Artist – A némafilmes az a négy legjobb film kategóriában Oscar-díjat nyert alkotás, amely sosem érte el az első öt helyezés valamelyikét a legjobb hétvégi bevételek top 10-es listáján az USA-ban, amióta 1982-ben elkezdték számon tartani azokat. Ebből a négyből ráadásul A bombák földjén és a The Artist – A némafilmes az a kettő, amelyeknek még magára a listára sem sikerült fölkerülniük. A bombák földjén legelőkelőbb helyezését 2009. július 24. és 26. között szerezte, ekkor 13. lett.
Az Egyesült Királyságban a filmet 103 moziban mutatták be, és már az első héten a top 10-ben végzett. A mozikra bontott arány szerint a 4. legjobb volt 3607 dollárral mozinként. Az első hétvégén, 2009. augusztus 28. és 30. között a film félmillió dollár bevételt termelt a szigetországban. 2010 márciusára Japánban, Ausztráliában, Spanyolországban, az Egyesült Királyságban, Franciaországban, Dél-Koreában és Mexikóban a film több mint egymillió dollár bevételt termelt országonként. Magyarországon első vetítésére 2010. február 18-án került sor, és összesen 132 025 dollárt hozott.

#### Kópiahiány
Az illinoisi Springfield The State Journal-Register című újságjának egyik cikke szerint 2009 augusztusára elfogytak a film kópiái olyan független filmekkel együtt, mint pl. az Élelmiszeripar Rt.. A hiány kisebb városokat érintett, a mozitulajdonosoknak a forgalmazók azt mondták, hogy heteket, akár hónapokat kell várniuk a hivatalos USA-beli megjelenést követően, hogy megkaphassanak néhány olyan kópiát, amit már korábban forgalomba hoztak. Az egyik tulajdonos így reagált az eseményekre: „Néha a forgalmazók eltolják a dolgokat. Alábecsülik, hogy milyen széles körben kellene terjeszteni a filmjeiket.” Az egyik magyarázat szerint a független filmek nyáron nehezen veszik fel a versenyt a kasszasikerekkel, amiket sokkal többször vetítenek, és amiknek a kópiái ilyenkor elárasztják az amerikai piacot. A mozitulajdonosok azt is neheztelték, hogy túl sok filmet akarnak egyidejűleg bemutatni. A forgalmazók ráadásul sokak szerint úgy próbálnak spórolni a független filmekkel, hogy már elkészített kópiákat újra eladnak, és azért kell egyes filmszínházaknak hónapokat várni az országos bemutatás után, hogy máshol felszabaduljon egy-egy ilyen másolat. Ez azzal magyarázható, hogy a forgalmazóknak nem éri meg drágán legyártani a kisebb piacok számára is külön-külön a kópiákat, ahol nagy eséllyel az előállítás ára nem térül meg, így inkább a nagyobb piacokra, Los Angelesre, New Yorkra vagy San Franciscóra koncentrálnak.

### DVD- és Blu-ray-megjelenés
A bombák földjén 2010. január 12-én jelent meg DVD-n és Blu-ray-en az 1-es régióban, vagyis Észak-Amerikában. A lemez 1.78:1 képarányban és 2.0 Dolby Surround angol, valamint Dolby Digital 5.1-es angol és spanyol hanggal tartalmazza a filmet. Bónuszanyagnak egy audiokommentár Kathryn Bigelow és Mark Boal közreműködésével, egy képgaléria a forgatásról (amihez kommentár is választható) és egy werkfilm került föl rá. A forgalmazó később kiadta a Blu-ray fémdobozos változatát is.
Magyarországon 2010. május 18-án kezdték forgalmazni a filmet DVD-n, míg Blu-ray-en már május 12-től elérhetővé vált. A magyar kiadvány az extrák közül csak az audiokommentárt nem tartalmazza, viszont helyet kapott rajta két eredeti filmelőzetes.
Az USA-ban 2012 végén az eladott kópiák száma meghaladta 1,9 millió darabot, ami összesen több mint 33,9 millió dollár bevételt jelent.

### Kalózmásolat adásba kerülése
2011 márciusában a fehérorosz nemzeti tévé az Oscar-gála kapcsán vetítette le a filmet, csakhogy egy kalózmásolat került adásba. A kópián a film vége felé egy női hang a következőket mondta be: „Ezt a kiadást exkluzív módon az interfilm.ru számára készítettük”. Az interfilm.ru egy ismert orosz letöltőoldal, amin többek között elérhető volt A bombák földjén is. Az innen származó kópiákat azonosítás céljából gyakran ellátják az előbbi mondattal. A tévétársaság szóvivője úgy reagált az eseményekre, hogy a vetítéshez minden szükséges licencet megvásároltak a GALA Media orosz cégtől, a bejátszás valószínűleg technikai hiba volt.

## Fogadtatás

### Kritikai visszhang az angol nyelvű sajtóban
A bombák földjén számos visszajelzést kapott világszerte. A Rotten Tomatoes elnevezésű, kritikákat összegyűjtő weboldal 97%-ra értékelte a filmet, 219 véleményből 213 pozitív volt. Ugyanezen honlapon ezzel az eredménnyel a 2008-ban bemutatott filmek között a 11. legjobbnak bizonyult. Az összefoglaló értékelés azt írja, hogy „[a film] egy nagyszerű színészi teljesítményt nyújtó, erőteljesen fényképezett, akcióval teli háborús eposz”. A Metacritic weboldalon, amely szintén a kritikákat összegzi, az alkotás 35 bírálat alapján 94 pontot kapott az elérhető 100-ból.
Roger Ebert amerikai filmkritikus a The Chicago Sun Times-ban az év és egyben az évtized egyik legjobbjaként említi a filmet, „A bombák földjén egy nagyszerű film, egy okos film, egy film, ami tisztán lett leforgatva, így pontosan tudjuk hogy ki kicsoda és hol vannak és hogy mit és miért csinálnak.” Dicséri a bizonytalanság megjelenítését, szerinte az alkotás „lenyűgöző hatású”. Ebert szerint Renner volt az egyik legnagyobb esélyese az Oscarnak, azzal jellemezve őt, hogy „játéka nem bonyolult szónoklatokra, hanem a személyisége és érzései belső kivetítésére épül. Nem az elfogadott értelembe vett hős.” A 2000-es évek második legjobb filmjének tartja a Kis-nagy világ mögött. Richard Corliss, a Time magazin egyik írója szintén dicséri Renner teljesítményét, azt írva, hogy „elsőre úgy tűnik, hogy nem elég karizmatikus ahhoz, hogy elvigyen egy ilyen filmet a hátán. Ez a feltevés azonban néhány percen belül elenyészik […] A színész és a karakter összeolvadása az egyik olyan dolog, ami olyan szerethetővé teszi a filmet.” Corliss magasztalja az alkotás „hideg nyugalmát”, amit a főszereplő karaktere tükröz. A kritikus szerint A bombák földjén egy majdnem tökéletes film, aminek egyik fő mondanivalója, hogy „még a pokolban is szükség van hősökre”.
A The New York Times-ban megjelenő értékelésben A. O. Scott azt írja, hogy a film a legjobb amerikai produkció az iraki háborúról. Scott megemlíti, hogy az alkotás bírálja a háborút, de szerinte „Ms. Bigelow egyfajta túlzó realizmus használatával a modern háború lélektani és erkölcsi problémáit egy sor briliáns és agonizáló jeleneten keresztül csöpögteti a nézőbe.” Dicsérendőnek tartja a karakterek összetartását is. A Los Angeles Times számára írt cikkében Kenneth Turan szintén elismerően szól a három főszereplőt alakító színészről. Karaktereik felfedik nem várt tulajdonságaikat is, ezt mutatja például a Renner által megformált James és az iraki fiú kapcsolata is. Turan Boal forgatókönyvéről, és Bigelow rendezéséről is pozitív véleménnyel van kritikájában.
Joe Morgenstern a The Wall Street Journalban megjelenő kritikájában úgy jellemzi a filmet, mint egy „első osztályú akcióthriller”, ami ráadásul életszerű és ami mögött egy nagyszerű alkotógárda áll. Az Entertainment Weekly írója, Lisa Schwarzbaum az adható legjobbra, „A”-ra értékelte a mozit, azzal a magyarázattal, hogy „[A bombák földjén] egy erőteljes, akciódús háborús film, egy férfias, hatásos és kiemelkedő alkotás”. Derek Elley, a Variety kritikusa szerint A bombák földjén thrillerként izgalmasnak mondható, de az alkotást gyengíti „zavaros (és a legkevésbé sem eredeti) pszichológiája”. Elley azt írja, hogy nehezen érthető, hol a dráma a filmben, a forgatókönyv pedig erőltetve tudja csak feltárni a karakterek mélységét.
A The American Prospect politikai havilap értékelésében Tara McKelvey azt állítja, hogy a mozi egy USA haderejét méltató propagandafilm annak ellenére, hogy úgy állítja be magát, mint egy háborúellenes alkotás. Ez utóbbit leginkább a kezdő idézettel („a háború kábítószer”) sugallja. McKelvey azzal folytatja kritikáját, hogy „a nézőben empátia ébred a katonák iránt, amikor lőnek”. Következtetésként pedig azt mondja, hogy „a filmben mutatott erőszak, véres robbanások és a szó szerint vett emberi mészárlások ellenére A bombák földjén az amerikai hadsereg egyik leghatásosabb toborzóeszköze”. John Pilger a The New Statesmanben bírálta a filmet, azt írva, hogy „hamis izgalmat ajánl egy hétköznapi pszichopatán keresztül, akinek elveszi az eszét az erőszak egy olyan, számára idegen országban, ahol milliók halála egyszerűen feledésbe merül.” A film dicsőítését Pilger az 1978-ban készült A szarvasvadászéhoz hasonlítja.
A kanadai Toronto Star kritikusa, Peter Howell szerint épp, amikor mindenki leírná már az iraki konfliktust feldolgozó háborús drámákat, egyszer csak jön egy igazán izgalmas darab, amit viszont látni kell. Az angol Sight & Sound filmmagazinban megjelenő kritikájában Guy Westwell Barry Ackroyd éles, kézi kamerával rögzített felvételeit és a Paul Ottosson által kevert hangzást dicséri. Westwell elismerően szól a rendező ügyességéről is: „a bombák közti hajszálnyi különbségek alapos feltérképezése, a nézőpont váltogatása […] és a kulcs akciójelenetek hígítása […] a filmnek sajátos minőséget kölcsönöz, ami csak Bigelow okos és magabiztos rendezésének köszönhető.” A kritikus felhívja a figyelmet arra, hogy az alkotás más szemszögből közelít az iraki háborúhoz, előtérbe helyezve a tényt, hogy a férfiak gyakran örömüket lelik a háborúban.

### Kritikai visszhang a veteránok körében
A filmet néhány iraki veterán és tudósító keményen bírálta, amiért nem valósághűen ábrázolja a háborús körülményeket. Kate Hoit, aki megjárta a háborút, azt írja a The Huffington Postban, hogy „A bombák földjén Hollywood és az ott harcoló katonák álláspontját tükrözi az iraki helyzetről, és az ő változatuk bizony hibás”. A legtöbb, manapság készült iraki témájú filmekhez viszonyítva azonban sok szempontból pontosnak minősíti, ilyen például az a sajátos kötelék, ami az irakiak és néhány katona – a filmben James és Beckham – között alakul ki, vagy a háborúból visszatérő veterán civil életbe való visszatérésének nehézségei. Hoit azonban erősen bírálja a számos hibát és bakit – rossz egyenruha, rádiókapcsolat hiánya, a katonák szabálysértései – ami teljesen elrontja a filmélményt a szolgálatot teljesítők számára. Brandon Friedman Irakot és Afganisztánt is megjáró veterán és író a VetVoice-ban Hoitéhoz hasonló véleményt fogalmaz meg: „A bombák földjén egy feszültséggel teli, jól megcsinált akciófilm, ami garantáltan a székéhez szegezi nézőit. De ha bármiféle fogalmad van a hadseregről, a műveletekről vagy az iraki életről, teljesen el fogja vonni a figyelmed a sok abszurd jelenet és csavar, a film élvezhetetlenné válik. Velem legalábbis ez történt.” Friedman a filmbeli harcjelenetek hitelességét is erősen bírálta, azt írva, hogy „a valóságban az EOD [a bombaosztag] tagjai nem vesznek részt önálló, háromfős csapatként veszélyes küldetéseken, pláne nem kommunikáció nélkül” Az Army of Dude blogban is megjelent egy értékelés, amiben Alex Horton iraki veterán azt írja, hogy lehetetlen elvégezni a bevetéseket úgy, ahogy az a moziban van. Ennek ellenére mégis napjainkig legjobb iraki filmjének tartja.
Troy Steward, szintén háborús veterán, a Bouhammer blog számára írt kritikát, amiben azt állítja, hogy a film élethűen ábrázolja a bombák robbanásának látványát valamint az irakiak viselkedését az amerikai katonák közelében, de minden más szürreális. „Olyan volt nézni a filmet, mintha két vonatot figyelnél, amik 25 mérföld/óra sebességgel száguldanak egymás felé ugyanazon a vágányon. Tudod, hogy rossz vége lesz és tudod, hogy van időd elmenekülni, de egyszerűen képtelen vagy rá. Meg kell nézned, hogy micsoda borzalom lesz a vége. […] Csodálkozom, hogy egy ilyen rossz filmet hogy dicsérhet bárki is.”
Az Air Force Times-ban, 2010. március 8-án megjelenő cikkben az Irakban dolgozó bombaosztag tagjai – többnyire negatívan – értékelték a mozit, az egyik szakaszvezető szerint a film a bombaspecialistákat a végletekig szélsőségesen és nem megfelelően ábrázolja. A főszereplőt úgy jellemzi, mint „egy megyek-lövök cowboy… pontosan olyan személyiség, amit mi nem kérünk a hadseregbe”. Az osztag egy másik tagja azt bírálta, hogy a főhős „felvágása az egész egységet veszélybe sodorja. A vezetőinknek nincs ilyen fajta legyőzhetetlenség-komplexusa, ha mégis van, eltiltják a bevetéstől. Egy vezető legfontosabb feladata, hogy csapatát egyben hozza haza.” Henry Engelhardt, akinek segédtisztként 20 évnyi tapasztalata van a bombák hatástalanításáról, dicsérte a film légkörét és a munka nehézségeinek megjelenítését, szerinte „minden részletében természetesen egyik film sem élethű, de a fontos dolgokat ebben nagyon jól ábrázolták.”
A tudósítók a veteránokkal és katonákkal hasonló véleményen voltak, a The Politico és Military Times volt munkatársa, Christian Lowe (aki 2002 és 2005 között minden évben az amerikai hadsereggel tartott újságíróként a Közel-Keletre) a DefenseTechen azt írja, hogy „Néhány jelenetnek annyira nem volt köze a valósághoz, hogy már-már paródia is lehetett volna.”

### Magyar kritikai visszhang
A magyar kritikusokat megosztja a film. Az átgondolt élet című kritikájában Wostry Ferenc nemcsak a filmet és a rendezést, hanem a forgatókönyvet is dicséri, amiről úgy fogalmaz, mint „az őrült precizitás iskolapéldája”. A Revizor számára írt kritikájában Hungler Tímea „bombasztikus mozi”-nak nevezi az alkotást, mely az iraki háború „szemtelen, gyomorforgató, ugyanakkor elgondolkodtató metaforája”. Hungler szerint a film amellett, hogy nem propagandacélokkal készült, azzal is megújítja műfaját, hogy felcseréli a haza és front általános viszonyát: „Az őrnagy menthetetlenül függő, számára a Közel-Kelet, a sivatag a haza”. Szintén pozitívan értékelt a mozit Megyeri Dániel, aki azt írja, hogy a film rendkívül élesen bírálja a háborút, „Bigelow azonban nem didaktikus és vegytiszta dráma, hanem érdekfeszítő és minden ízében vérprofi akció-thriller formájában tárta elénk az iraki háború tragédiáját.” Bigelow-nak sikerül folyamatosan fenntartania a feszültséget, míg Renner az alkotás „egyértelmű motorja és legfőbb összetartó ereje”.
Kovács Bálint a Kultúra.hu honlapon megjelenő kritikájában azt írja, hogy az alkotás csalódást kelt mindenkiben, aki többet vár egy „kőegyszerű akciófilmnél”, vagy egy „háborúpárti, ostobán macsó és rasszista akciófilmnél”. Szerinte Bigelow filmjében a precíz rendezés és a nagyszerű színészi teljesítmény értékelhető pozitívan, „Más tekintetben – agyban, úgyszólván – viszont gyalázatosan rosszul teljesít.” Következtetésképp azt vonja le, hogy „A bombák földjén végeredményben egy remekül megcsinált rossz film.” A Kikötő Online munkatársa, Szelle Ákos közepesre ítélte a mozit. Szerinte A bombák földjén a számos elnyert díj (az értékelés írásakor már összesen 53 díjat vihettek haza az alkotók) ellenére sem több egy izgalmas akciófilmnél. Az alapötlet, minthogy a háború függővé tesz, már számos más alkotás fő témája volt, amik közül több sokkal jobb volt ennél: „A film nem a témája, vagy a hangneme miatt válik tehát aktuálissá, hanem pusztán a helyszínválasztás miatt. Bigelow kettős játékot folytat: úgy tesz, mintha filmje hiánypótló kérdéseket feszegetne egy égető probléma kapcsán, holott Irakot csak díszletnek használja egy olyan történethez, ami a világ összes háborújában érvényes lenne.” A film klisékkel teli, gyakorlatilag semmi olyat nem ad, amit eddig nem láthatott volna a néző. Szelle számára csak a valóban izgalmas akciójelenetek mentik meg a filmet, de még így is, „A bombák földjén – aranyeső ide, vagy oda – egy nagyon is közepes dolgozat. Gyakorlatilag átlagos, profin kivitelezett akciófilmmé degradálja a háborút, sokszor kínosan erőlködve”.
A havonta megjelenő magyarországi Vox magazin munkatársai a 2010-ben bemutatott filmek közül az ötödik legjobbnak értékelték, míg az újság olvasóinak szavazatai alapján nem került az első tíz helyezett közé.

## Perek

### Sarver-per
2010. március elején, napokkal az Oscar-díjátadó előtt több millió dolláros keresetet nyújtott be a készítők ellen Jeffrey S. Sarver főtörzsőrmester, aki annak az egységnek volt a tagja, akikhez Boal csatlakozott. Sarver azt állította, hogy ő alkotta meg a „hurt locker” (a film eredeti címe) kifejezést, ő használta Boal előtt az „a háború kábítószer” frázist is, valamint a főszereplő William James karakterének megformálására az ő személyét vették alapul, amivel megsértik becsületét. A katona úgy érezte, hogy kihagyták, és őt is részesedés illetné a filmből befolyó összegekből. Sarver azt állította, hogy a „hurt locker” kifejezés tőle származik, pedig az már régóta létező katonai szlengkifejezés. Először 1966-ban, a vietnámi háború idején használták, és azóta is használják az amerikai katonák. Egy olyan helyre vagy helyzetre utal, ahol az emberekre hatalmas kín és fájdalom vár. Boal a vádakra úgy reagált, hogy „a film sokak történetein alapuló fikció”, kutatásai alatt több mint 100 katonával beszélt. Jody Simon, egy Los Angeles-i médiajogász hozzátette, hogy amikor Boal csatlakozott a hadsereghez, engedélyt kapott, hogy megfigyelését teljesen szabadon és saját belátása szerint használhassa fel. A Summit Entertainment a per gyors lefolyását remélte. Végül 2011. december 8-án bejelentették, hogy a főtörzsőrmester perét ejtette a bíróság, és Sarvert több mint 180 000 dollár bírósági díj kifizetésére kötelezték.

### Szerzői jog megsértése miatt indított per
2010. május 12-én a filmet gyártó Voltage Pictures bejelentette, hogy valószínű tízezreket érintő perre készül, ugyanis beperel minden olyan internetezőt, akik letöltötték A bombák földjén kalózváltozatát. A film öt hónappal az USA-beli bemutatása előtt szivárgott ki. Az ügyet kirobbanásakor az addigi legnagyobb ilyen pernek tekintették. A vádat 2010. május 28-án nyújtották be az Egyesült Államok Kerületi Bíróságának Columbiában, összesen 5000 ismeretlen BitTorrent-felhasználó ellen. Személyenként 1500 dollárért a Voltage hajlandó lett volna ejteni a vádat, de sokan visszautasították a stúdióval történő megegyezést. Az Egyesült Államok Szerzői Jogi Csoportja végül ejtette a vádakat mindenki ellen, aki a film illegális letöltője lehetett.
2011. augusztus 29-én a Kanadai Szövetségi Bíróság elrendelte, hogy három kanadai internetszolgáltató, a Bell Canada, a Cogerco és a Videotron adja meg azoknak a nevét és címét, akik az IP-címük alapján gyaníthatóan letöltötték a film illegális változatát. A szolgáltatók két hetet kaptak az utasítás megvalósítására. A stúdió személyenként 2900 dollárért ejtette volna a vádakat, amely díj azonban 3900 dollárra módosul, ha három héten belül nem fogadta el a vádlott az ajánlatot. A kanadai La Presse értesülései szerint ezzel ellentétben a vádlottaknak személyenként 1500 dollárt kellett volna megfizetni, ami később akár 20 000 dollárra is nőhetett volna. Néhányan megegyeztek a felperes Voltage-dzsel, de legalább egy ember úgy nyilatkozott az újságnak, hogy kivárják a bíróság döntését. A felperes Voltage Pictures 2012. március 28-án visszavonta a vádat Kanadában is. A cég visszalépésének oka ismeretlen, ugyanis decemberben a cég még több vádlott megkeresését követelte az egyik montreali szövetségi bíróságtól.
Kanadában 2004 óta ez volt az első ilyen nagyméretű, ezreket érintő per az illegális letöltők ellen. 2004-ben a zeneletöltők ellen nyújtottak be keresetet, aminek eredményeként a bíróság kijelentette, hogy Kanadában legális a peer-to-peer hálózatokról szerzői joggal védett tartalmak letöltése. Később ezt a határozatot érvénytelenítették.
2012 áprilisában a Voltage Pictures újabb perbe kezdett, Floridában. A cég ezúttal is az illegális letöltések okozta veszteségét próbálta ellensúlyozni a 2514 ismeretlen tettes feljelentésével. A stúdió személyenként 3000 dolláros kártérítést követel, ami összesen akár 6 millió dollár bevételt is termelhet. A TorrentFreak által megvizsgált részletek szerint mindegyik IP-cím egy szolgáltatóhoz, a Charter Communicationshoz tartozik, és mindegyikről két éve, 2010-ben töltötték le a filmet. A hírportál szerint a Voltage Pictures azért ennek a szolgáltatónak a felhasználóit támadja, mert tudják, hogy a Charter két évnél tovább tartja meg az IP-címeket, és kérésükre akár át is adja a felhasználók adatait. Ezen ügy sikerétől függően a BitTorrent felhasználói elleni pereskedés akár évekig is elhúzódhat.

## Díjak és elismerések

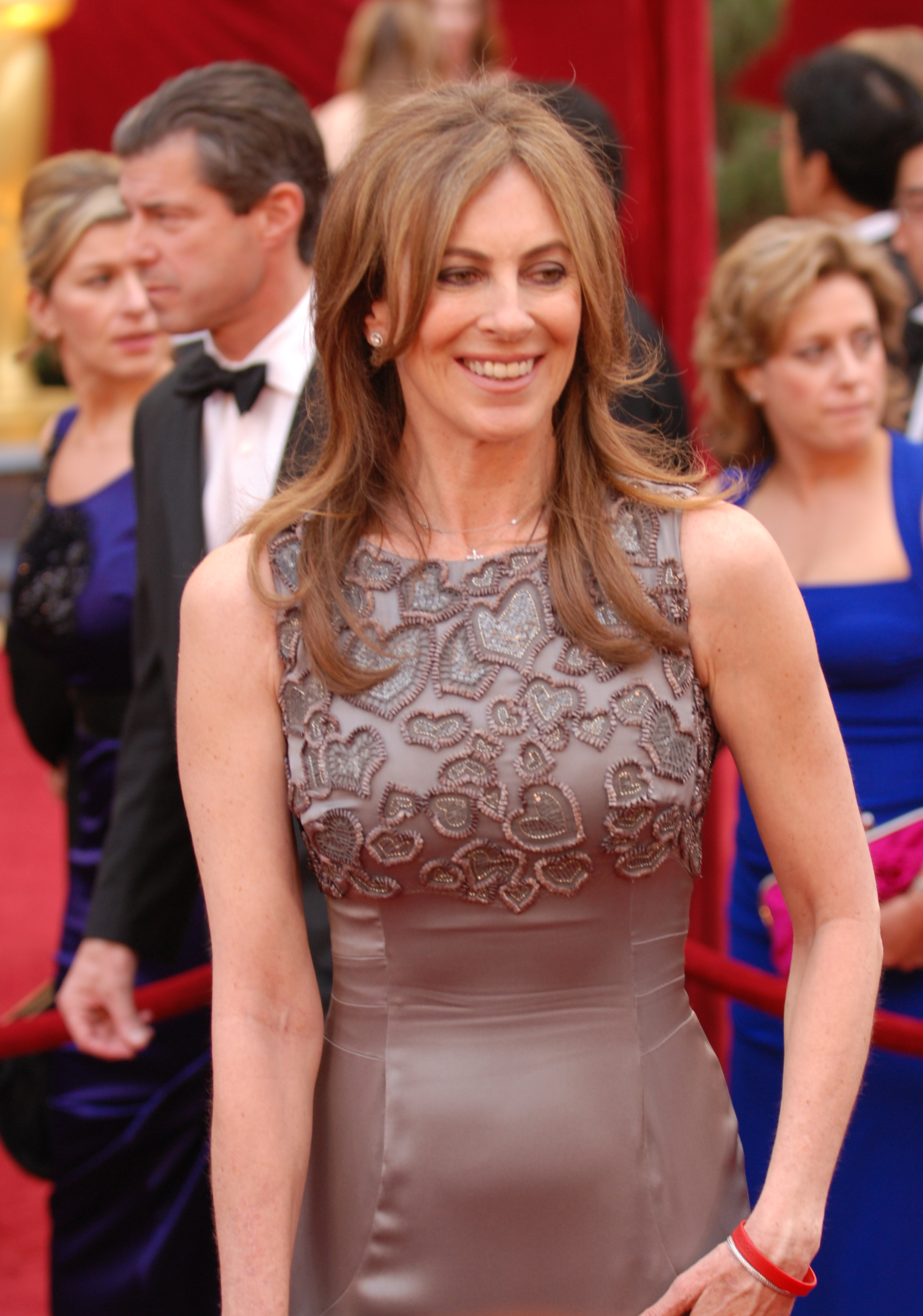
Kathryn Bigelow a 82. Oscar-gálán

A 2008-as Velencei Nemzetközi Filmfesztiválon történő bemutatójától kezdve A bombák földjén számos díjat és elismerést szerzett. A filmkritikusok körében több top 10-es helyezése volt 2009-ben, mint bármelyik másik, az év folyamán bemutatott filmnek. A 82. Oscar-gálán kilenc kategóriában jelölték, amiből hatot sikerült díjra váltania: legjobb film, legjobb rendező, legjobb eredeti forgatókönyv, legjobb hangkeverés, legjobb hangvágás és legjobb vágás. A fennmaradó három kategóriában végül az Őrült szív (legjobb férfi főszereplő), a Fel (legjobb eredeti filmzene) és az Avatar (legjobb operatőr) bizonyult jobbnak. Ezzel A bombák földjén az egyik legkevesebb bevételt szerző Oscar-díjas film lett, Bigelow pedig a legjobb rendező kategória első női győztese. 2010 februárjában Nicolas Chartier producer e-mailt küldött a szobor sorsáról döntő Akadémia néhány tagjának, hogy voksolják legjobb filmnek A bombák földjént „egy 500 millió dolláros film” helyett (utalás az Avatarra), valamint megemlíti a független filmek győzelmének fontosságát. Később bocsánatot kért a nyilvánosság előtt, de mivel megsértette az Oscar szabályait, kitiltották a gáláról. Ez volt az első eset, hogy egy jelöltet eltiltottak a részvételtől.
A bombák földjént három kategóriában jelölték Golden Globe-díjra. Bigelow elnyerte 2010-ben a Directors Guild of America Awardot is, ezzel a díj történetének első női győztese lett. A 2010. február 21-én kiosztásra kerülő BAFTA-díjak közül a film hatot vihetett haza, köztük a legjobb filmnek és a legjobb rendezőnek járókat. Emellett a legtöbb filmkritikusszövetség legjobb film és legjobb rendező díjait is megkapta, többek között a Los Angeles-i, New York-i, Chicagói, Bostoni és Las Vegas-i Filmkritikusok Szövetségének elismeréseit. A film a Nagymenők, Schindler listája és a Szigorúan bizalmas mellett az egyetlen olyan alkotás, ami az USA három legfontosabb kritikusszövetségének díját elnyerte (New York-i, Los Angeles-i és az NSFC, az amerikai Filmkritikusok Országos Társasága).
A Washington DC Környéki Filmkritikusok Szövetségének legjobb rendező díját Kathryn Bigelow szintén úgy nyerte el, hogy ő lett az első női győztese az elismerésnek. A Bostoni Filmkritikusok Szövetsége öt díjjal honorálta az alkotást, a szervezet 30 éves történelmében eddig egyetlen filmet sem jutalmazott ennyiszer.

## Fordítás
- Ez a szócikk részben vagy egészben  a   The Hurt Locker című angol Wikipédia-szócikk ezen változatának fordításán alapul.  Az eredeti cikk szerkesztőit annak laptörténete sorolja fel. Ez a jelzés csupán a megfogalmazás eredetét és a szerzői jogokat jelzi, nem szolgál a cikkben szereplő információk forrásmegjelöléseként.